# Aa (Belgique)
Pour les articles homonymes, voir AA.
Aa est un ancien hameau de la commune d'Anderlecht, il se trouvait à l'est du hameau de La Roue. Il fait partie maintenant du quartier de La Roue et du quartier du Zoning, même si la partie correspondant à l'ancien hameau est parfois appelée quartier d'Aa.

## Toponymie
Aa viendrait du celte apa (en germain ahwa, en latin aqua) signifiant eau.

## Histoire
La première mention du village date de 1057, où on parle de villa Aa. C'est cette villa qui fut le centre seigneuriale de la famille d'Aa. Cette villa se trouvait à l'emplacement du château-ferme de Waesbroeck qui a aujourd'hui disparu pour faire place au CERIA. Le hameau quant à lui s'étendait depuis-là et suivait l'ancienne straete van Aa jusqu'à l'actuelle rue d'Aa où se trouvait un pont et des moulins sur la Senne qui à cet endroit est divisé en deux branches. C'est avec ce nom straete van Aa que le hameau est indiqué sur la carte de Ferraris.
La chapelle du hameau a disparu au XVIIe siècle et le dernier moulin lors de l'industrialisation au XIXe siècle. Ce qui a fait que le hameau disparaisse au profit de son voisin plus récent de La Roue est la construction du canal de Charleroi qui a complètement déstructurée le hameau en le coupant en deux, combinée avec l'industrialisation de ses rives.